# Trivium
Trivium é uma banda norte-americana de heavy metal formada em 1999, originária de Orlando, Flórida. A banda já lançou dez álbuns de estúdio.

## História

### Ember to Inferno(2000 - 2004)
Em um show de talentos na Lake Brankley High School, o guitarrista Matt Heafy tocou versões cover de "No Leaf Clover" (Metallica) e "Self Esteem" (The Offspring). O vocalista Brad Lewter reparou em Heafy e o convidou a entrar em sua banda. A dupla foi até a casa do baterista Travis Smith, onde eles tocaram "For Whom the Bell Tolls", do Metallica. Impressionado com o desempenho de Heafy, eles o aceitaram na banda conhecida como Trivium. Após diversos shows em bares e clubes locais, Lewter deixou a banda e Heafy assumiu sua posição como o novo vocalista da banda. No início de 2003, a banda entrou em estúdio para gravar sua primeira demo em alta qualidade. Uma cópia da demo foi ouvida pelo selo alemão Lifeforce, que contratou o Trivium. A banda entrou em estúdio para gravar seu álbum de estreia, Ember to Inferno.
À medida que o tempo passou, Corey Beaulieu ingressou na banda. Em 2004, Paolo Gregoletto entrou como baixista para substituir Brent Young, antes de uma turnê com o Machine Head. Ember to Inferno era uma pequena música de thrash metal e usada para despertar o interesse dos representantes da Roadrunner Records, que gostaram do Trivium. Então eles começaram a escrever músicas para seu segundo disco, o primeiro em um grande selo.

### Ascendancy(2004 - 2006)
Em 2004, Trivium gravou seu segundo álbum, Ascendancy, no Audiohammer Studios e no Morrisound Recording, na Flórida. Produzido por Heafy e Jason Suecof, o álbum foi lançado em Maio de 2005. Estreou em 151º lugar na Billboard 200 e em 4º na lista Top Heatseekers. Johnny Loftus, crítico da Allmusic, afirmou que o Trivium era um "quarteto ridiculamente raro, mandando emocionantes passagens de guitarras duplas e chutando galopadas de bateria tão certamente quanto fazem pausas melódicas e gritos viciosos", e Rod Smith da Decibel Magazine elogiou "as batidas articuladas impecáveis de Smith, o trovão contido do baixista Paolo Gregoletto, e, especialmente, as guitarras gêmeas de Heafy e Beaulileu." O álbum também foi reconhecido como "O Álbum do Ano" pela Kerrang!.
Em 2005, Trivium tocou o primeiro set do palco principal do Download Festival em Donnington, Inglaterra. Essa performance é amplamente considerada como a melhor do Trivium até a data. É creditada por Matt Heafy como o show que realmente lançou o Trivium no cenário mundial.
Singles e videoclipes foram lançados para "Like Light to the Flies", "Pull Harder on the Strings of Your Martyr", "A Gunshot to the Head of Trepidation" e "Dying in Your Arms". Os videos rodaram pelo programa Headbangers Ball da MTV2 e "Pull Harder on the Strings of Your Martyr" se tornou uma de suas músicas mais conhecidas e é a música normalmente usada para encerrar o show. Para divulgar o álbum, Trivium tocou em numerosas turnês com artistas bem conhecidos. A banda abriu para o Killswitch Engage, Iced Earth, Fear Factory e Machine Head, que era uma das maiores influências de Heafy. Tocaram na Road Rage 2005, Ozzfest, e fizeram uma apresentação no Download Festival. Ascendancy foi re-lançado em 2006 com quatro faixas bônus e um DVD contendo todos os videoclipes da banda e filmagem ao vivo.

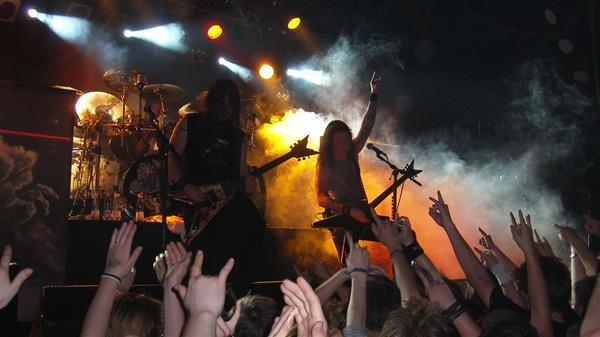
Corey Beaulieu(esquerda) e Matt Heafy(direita)

### The Crusade(2006 - 2008)

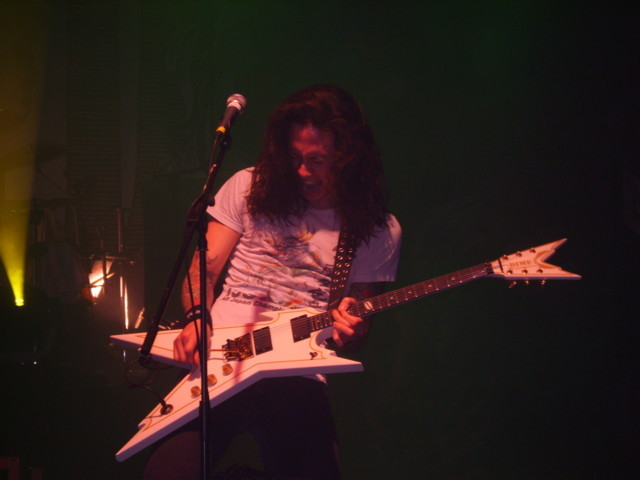
Matt Heafy em 2007

Em Abril de 2006, depois de uma turnê com Mendeed e God Forbid, Trivium entrou em estúdio com Suecof e Heafy produzido de novo. A banda tocou no Download Festival de novo, desta vez no palco principal com Korn e Metallica. Trivium lançou The Crusade em outubro de 2006. Estreando em 25º na Billboard, o álbum vendeu mais de 32 mil cópias na primeira semana de vendas. O álbum foi um sucesso de crítica, com Andy Green da Rolling Stone clamando "nada marca mais um bom disco de metal do que vocais supostamente raivosos" e Don Kaye da Blabbermouth declarando "The Crusade" é um dos melhores lançamentos de 2006 e bem possivelmente o álbum de música pesada do ano." Em The Crusade, os vocais de Heafy mudaram de um vocal gutural de death metal, que na época era uma das principais influências de Heafy, que costumava usar camisas de bandas extremas como Death que era ouvido em Ascendancy, para vocais mais limpos e cantados nesse álbum. Esse novo estilo de cantar, assim como a música Thrash Metal da banda, foi muito criticada por soar muito como Metallica, que era uma grande influência para a banda. Heafy comentou sobre a mudança:
I"Se alguém está se perguntando por que os gritos se foram, é porque nós quatro nunca gostamos de bandas que gritam e nós não gostamos de nenhuma das bandas atuais que gritam então nos perguntamos por que estamos fazendo isso. Nessa época eu queria ser um cantor melhor porque era o que eu queria ouvir, então nós largamos os gritos e eu fiz bastante treinamento vocal."— Matt Heafy
A banda fez turnês de suporte ao álbum com o Iron Maiden, Metallica, também se apresentando na Black Crusade Tour com Machine Head, Arch Enemy, DragonForce e Shadows Fall, e encabeçando uma turnê européia com Annihilator e Sanctity, apoiando e ganhando espaço na Family Values Tour com Korn. Trivium foi nomeada como a melhor banda ao vivo de 2006 no Metal Hammer Golden Awards.

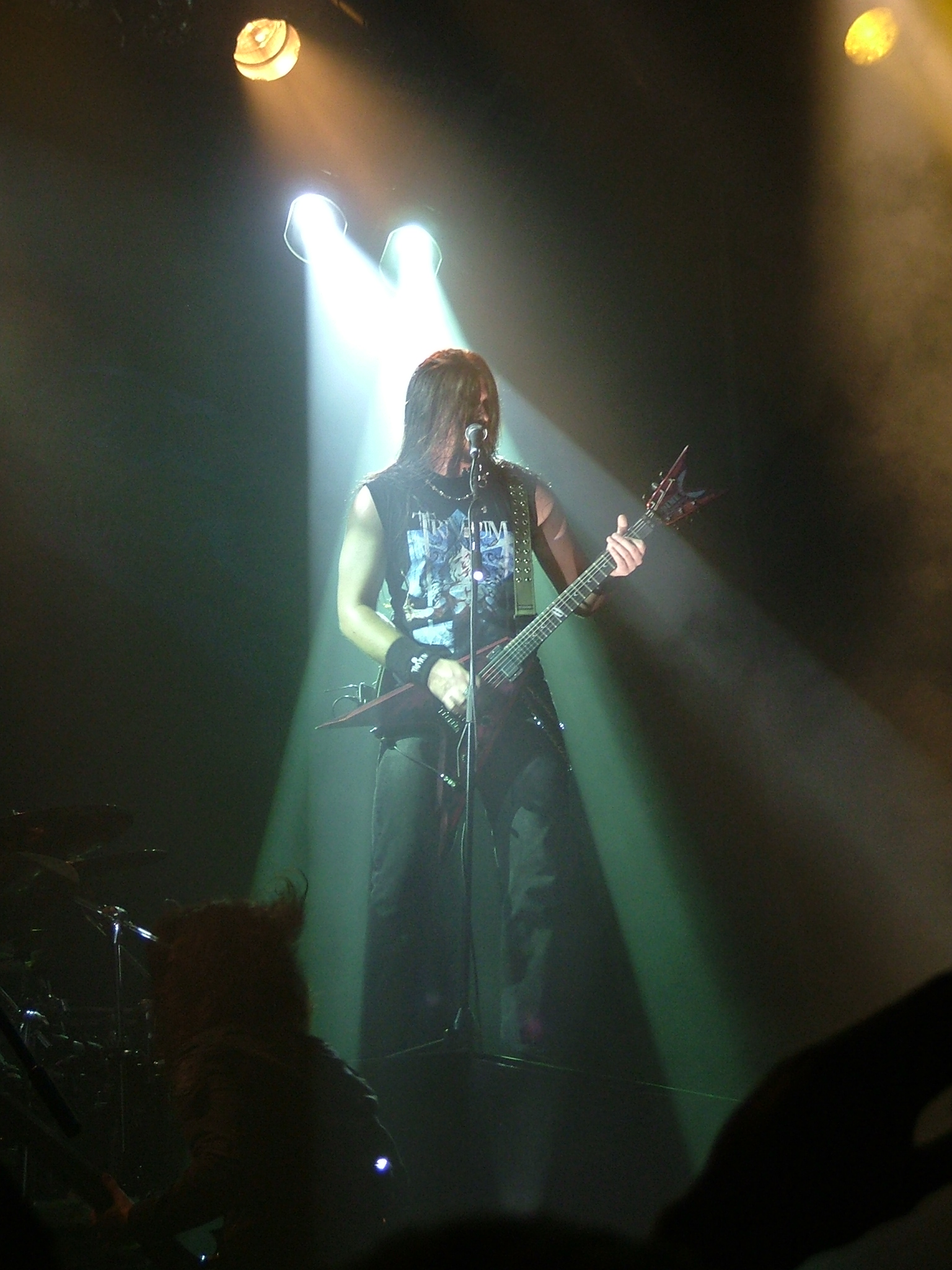
Corey Beaulieu

### Shogun(2008 - 2010)
Trivium começou a trabalhar em um novo álbum com o produtor Nick Raskulinecz em outubro de 2007. Matt disse que gostaria de trabalhar em cima de algo mais leve, porém após a composição dos riffs, tornou-se evidente que seria impossível não usar mais Guturais pesados como nos trabalhos anteriores, então Travis o incentivou à continuar com o estilo mais pesado. A banda disse que escolheram não trabalhar com Suecof de novo porque já haviam feito três álbuns com ele e queriam explorar novas idéias. A gravação terminou em junho de 2008.
Em uma entrevista com a revista Metal Hammer em maio de 2008, Matt Heafy disse que o novo álbum deveria ter "mais influências thrash, mais gritos, e mais raptores. Possivelmente mais gritos por causa dos raptores." Ele contou à revista Revolver, "Pela primeira vez, não conseguimos olhar para nossas músicas e dizer com quem os riffs parecem. Nós estamos realmente fazendo nosso próprio material e nosso próprio tipo de música e forma de arte, e isso é excitante." Em Setembro de 2008, foi lançado o quarto álbum, Shogun. O álbum vendeu 24,000 cópias nos Estados Unidos na semana do lançamento, e estreou em 23º na lista da Billboard e em 1º no UK Rock Álbum Charts.
O lançamento coincidiu com a Unholy Alliance Tour, rapidamente seguida pela "Into The Mouth of Hell We Tour 2008", um pequena turnê entre a Rússia e Irlanda e terminando 2008 com um show especial em Londres.
Trivium se juntou ao Slipknot e Coheed and Cambria para a All Hope Is Gone Tour. Em Janeiro, anunciaram que farão uma turnê com All That Remains e God Forbid, no Mayhem Festival. Em junho de 2009, Trivium encabeçou o segundo palco no Download festival 2009. Em julho de 2009, anunciaram 16 datas para a "Into The Mouth Of Hell We Tour 2010", com uma banda de apoio ainda a ser confirmada. A faixa ''Down from the Sky'' foi utilizada no game da WWE, WWE SmackDown vs. Raw 2010
Em Julho de 2009, Paolo foi temporariamente substituído por Doc Coyle do God Forbid, para que pudesse ter alguns dentes arrancados, mas já retornou à banda.

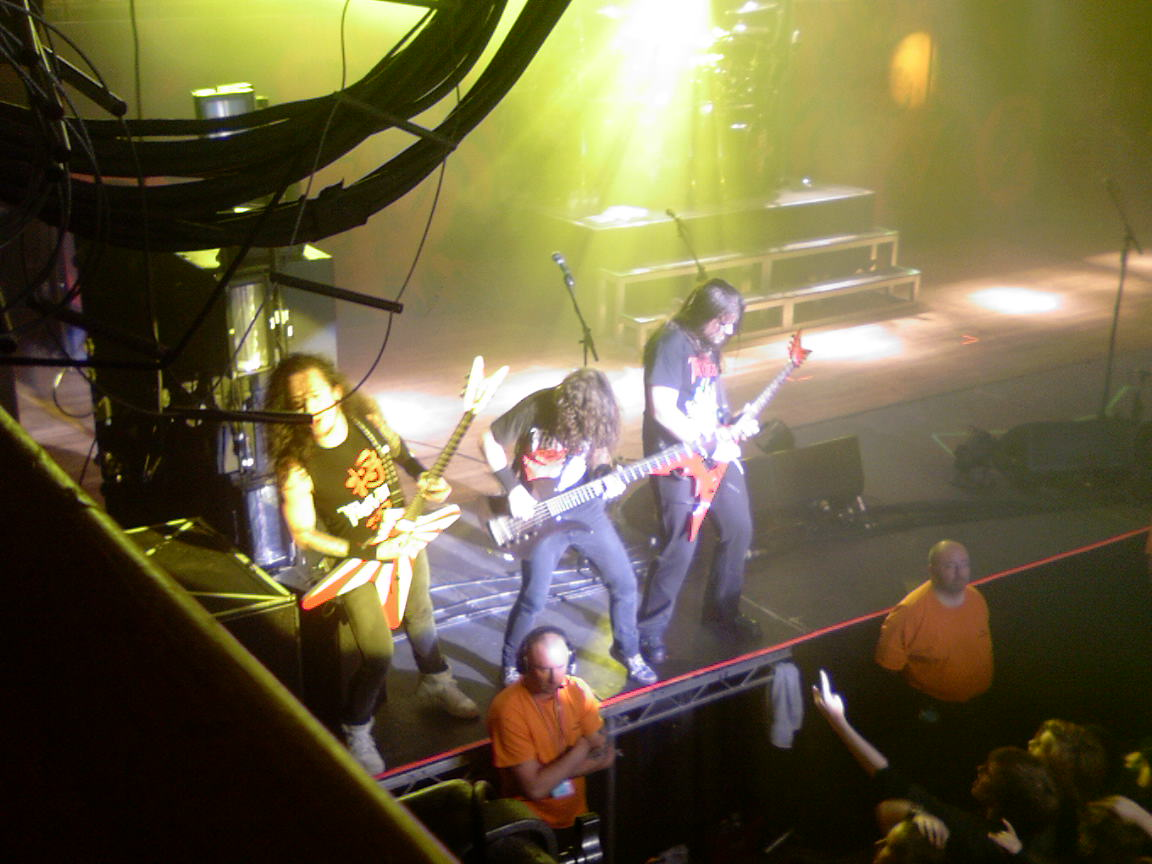
Trivium em 2008. Da esquerda para a direita: Matt Heafy, Paolo Gregoletto e Corey Beaulieu

### In Waves(2010 - 2011)
Trivium anunciou que gravou uma nova canção, nomeada " Shattering the Skies Above ", que será exclusiva para o jogo God of War:III. Será lançada em um EP que vem com a edição deluxe do jogo. Matt Heafy, afirmou: "Shattering the Skies Above sairá exclusivamente em 'God of War III", não estará no próximo álbum da banda, mas vai dar ao povo uma representação muito boa de onde estamos indo com o próximo álbum. " Ele acrescenta: "Estaremos tocando na Inglaterra, por volta de Março de 2010, para que as pessoas tenham uma noção para onde estamos caminhando.Essa será a única música nova". Shattering the Skies Above é a primeira música que o Nick gravou conosco. A banda também gravou um cover da canção Slave New World , da banda Sepultura.
Shattering the Skies Above foi lançada exclusivamente para o fã-clube (TriviumWorld) em 12 de fevereiro de 2010. A canção tem sons explosivos. A canção é esperada para ser lançada ao público em 15 de fevereiro. No dia seguinte o cover "Slave New World" será lançado como download gratuito para os membros da Metal Hammer do Reino Unido.
No dia 6 de junho de 2011 o nome do novo álbum foi divulgado: In Waves. O álbum foi lançado em 9 de agosto de 2011.

### Vengeance Falls(2012 - 2015)
No fim de agosto em 2013 Trivium já anunciava que o álbum estava pronto, e tocaram duas faixas novas "Strife" e "Brave This Storm" no festival Wacken Open Air que já saíram para download na internet. Dia 09 de Setembro o novo clipe da musica "Strife" foi lançado no site oficial e no Youtube , o Álbum entrou para vendas dia 15 de Outubro. O álbum foi considerado pelos fãs como um álbum fraco comparado com seus trabalhos anteriores, como Shogun, Ascendancy e Ember to Inferno, porém é um trabalho bem elaborado. No dia 08 de maio, o baterista Nick Augusto foi demitido da banda, alegando divergêcias musicais. Em seu lugar na turnê está o técnico de som Mat Madiro.

### Silence in the Snow(2015 - 2016)
No outono de 2014, o guitarrista Corey Beaulieu anunciou que a banda vai estar trabalhando no follow-up de Vengeance Falls em 2015, e que ele espera que o álbum será lançado no Outono do mesmo ano.  A música "Strife" vai aparecer no próximo vídeo game Guitar Hero: Live .
Em 17 de julho de 2015, a banda lançou um site "snow.trivium.org" provocando o novo álbum. Eles também mudaram seu perfil no Facebook para o mesmo quadro como no site, insinuando o lançamento do novo álbum. 
Em 24 de julho, a banda postou uma contagem regressiva seis dias em seu site.  Uma imagem não-oficial à tona on-line em 29 de julho, sugerindo que o título do novo álbum a ser Silence in the Snow e revelando três canções novas em destaque: " Silence in the Snow"," Dead and Gone " e "Until the World Goes Cold". A imagem também sugeriu a data de lançamento 02 de outubro de 2015. Esta informação foi confirmada em 30 de julho, quando a banda estreou o vídeo da música para a faixa-título uma vez que a contagem regressiva terminou.  Em 31 de julho de 2015, a banda revelou a lista de faixas e capa do álbum, e Silence in the Snow foi disponibilizado para pré-encomenda. Em 7 de agosto, a banda estreou duas novas canções, "Silence in the Snow" e "Blind Leading the Blind" na sua apresentação no Bloodstock Open Air.
Em 27 de agosto Trivium estreou o vídeo da música para o seu terceiro single "Until the World Goes Cold".

### The Sin and The Sentence(2017 - presente)
No final de 2016, o guitarrista Corey Beaulieu afirmou que a banda passaria a maior parte de 2017 trabalhando em seu novo álbum. Em uma entrevista, o baixista Paolo Gregoletto afirmou que o novo material será mais "extremo" e que a banda irá retornar ao caracterizar vocais gritando no novo álbum. No início de 2017, a banda se separou do baterista Paul Wandtke, o que levou a discussões na comunidade de fãs do Trivium. Corey Beaulieu defendeu a decisão da banda sobre a mudança de bateristas em uma entrevista. A substituição Alex Bent, anteriormente Battlecross, foi anunciado em 23 de janeiro. Em abril de 2017 Corey Beaulieu afirmou que, obviamente, haverá um novo álbum, mas não mencionou qualquer cronograma para a gravação, já que a banda está passando por um processo de discussão.
Em 26 de julho de 2017, a banda começou a provocar sua página da internet com a mensagem "VIII. I.", indicando a data "1 de agosto". Em 1 de agosto de 2017, a banda lançou o novo single "The Sin and the Sentence", acompanhado de um video musical para seu novo álbum, que pretendia ser lançado ainda naquele ano . Para promover o álbum, a banda anunciou uma turnê norte-americana com Arch Enemy no outono de 2017, com While Dorme e Fit for a Autopsy como bandas de apoio. No dia 24 de agosto, a banda lançou o segundo single "The Heart From Your Hate" e revelou a data de lançamento e o lançamento de  The Sin and the Sentence, que foi lançado em 20 de outubro de 2017.
O álbum In the Court of the Dragon foi eleito o 11º melhor álbum de rock/metal de 2021 pela Loudwire, que também elegeu a faixa-título como a 15ª melhor música de metal de 2021.

## Características
O Trivium é em essência uma banda de heavy metal, entretanto, têm características próprias do thrash metal, e algumas vezes, do death metal. Seu estilo evoluiu através dos anos que se passaram desde Ember to Inferno até Shogun, há uma clara influência do Metallica e um pouco do antigo In Flames.
O segundo álbum, Ascendancy, foi extremamente aplaudido no seu lançamento e nessa época Trivium foi fortemente rotulado de metalcore, com a terceira faixa, "Pull Harder on the Strings of Your Martyr" se tornando um hino e o resto do álbum o levando para um status de ouro, Ascendancy foi até nomeado "Álbum da Década" pela Metal Hammer. Os lançamentos posteriores marcaram mudanças na banda, com o lançamento de The Crusade, que foi visto como a maior mudança da direção musical atribuída pela mudança vocal e algumas das melodias.
The Crusade foi um álbum muito mais técnico e progressivo, o conteúdo das letras também eram diferentes, citando acontecimentos recentes, como os assassinos Yates e a matança de Amadou Diallo em 1999. No Outono de 2008, foi lançado Shogun, tendo uma clara influência japonesa na faixa-título assim como no primeiro single, Kirisute Gomen, que traduzindo é "desculpe por cortar à sua frente", uma expressão usada por samurais. Reconhecendo a descendência japonesa de Matt Heafy, o álbum também foi descrito mais favoravelmente como seu próprio estilo, já que referências sobre a banda soar muito como Metallica foram feitas na época do The Crusade.

### Influências
A banda afirmou que, em geral, eles são influenciados por bandas como Opeth, Nevermore, Dream Theater, Emperor, In Flames, Arch Enemy, Machine Head, Misfits, Dead Kennedys, Guns N 'Roses, Metallica, Iron Maiden, Megadeth, Hellhammer, Celtic Frost, Slayer, Pantera, Sepultura, Black Sabbath, Judas Priest, Testament, Cannibal Corpse, Obituary, Killswitch Engage , Skid Row, Def Leppard, Angra, Underoath, Martyr e Death . 

## Formação

### Integrantes
- Matt Heafy - guitarra (1999-presente), vocal principal (2000-presente), vocal de apoio (1999), baixo (2004)
- Corey Beaulieu - guitarra e vocal de apoio (2003-presente)
- Paolo Gregoletto - baixo e vocal de apoio (2004-presente)
- Alex Bent - bateria (2017-presente)

### Ex-integrantes
- Brad Lewter - baixo e vocal principal (1999)
- Jarred Bonaparte - guitarra (1999-2000), baixo (2000-2001)
- Brent Young - guitarra (2000-2001), baixo (2001-2004), vocal de apoio (2000-2004)
- Travis Smith - bateria (2000-2010)
- Doc Coyle - baixo (2009)
- Nick Augusto - bateria (2010-2014)
- Mat Madiro - bateria (2014-2015)
- Paul Wandtke - bateria (2015-2017)

## Discografia
- Ember to Inferno (2003)
- Ascendancy (2005)
- The Crusade (2006)
- Shogun (2008)
- In Waves (2011)
- Vengeance Falls (2013)
- Silence in the Snow (2015)
- The Sin And The Sentence (2017)
- What The Dead Man Say (2020)
- In the Court of the Dragon (2021)